# Liste der Einträge im National Register of Historic Places im Plymouth County (Massachusetts)

Lage des Plymouth County in Massachusetts

Die Liste der Einträge im National Register of Historic Places im Plymouth County in Massachusetts führt alle Bauwerke, National Historic Landmarks und Historic Districts im Plymouth County auf, die in das National Register of Historic Places aufgenommen wurden.

## Legende
| NRHP | Historic Place    |
| NHL  | Historic Landmark |
| HD   | Historic District |

## Aktuelle Einträge
| [ 2 ] | Name                                                        | Bild                                                        | Eintragsdatum                  | Lage                                                                                     | Ort              | Beschreibung                                    |
| ----- | ----------------------------------------------------------- | ----------------------------------------------------------- | ------------------------------ | ---------------------------------------------------------------------------------------- | ---------------- | ----------------------------------------------- |
| 1     | Frederic C. Adams Public Library                            | Frederic C. Adams Public Library                            | 6. Juni 2001 ID-Nr. 01000625   | 33 Summer St. 41° 59′ 45″ N, 70° 43′ 48″ W                                               | Kingston         |                                                 |
| 2     | John and Priscilla Alden Family Sites                       | John and Priscilla Alden Family Sites                       | 14. Dez. 1978 ID-Nr. 78000476  | 105 Alden St. 42° 2′ 42″ N, 70° 41′ 9″ W                                                 | Duxbury          |                                                 |
| 3     | Bartlett-Russell-Hedge House                                | Bartlett-Russell-Hedge House                                | 30. Apr. 1976 ID-Nr. 76001614  | 32 Court St. 41° 57′ 27″ N, 70° 40′ 2″ W                                                 | Plymouth         |                                                 |
| 4     | Bethel African Methodist Episcopal Church and Parsonage     | Bethel African Methodist Episcopal Church and Parsonage     | 19. März 2007 ID-Nr. 07000168  | 6 Sever St. 41° 57′ 25″ N, 70° 40′ 8″ W                                                  | Plymouth         |                                                 |
| 5     | Bird Island Light                                           | Bird Island Light                                           | 28. Sep. 1987 ID-Nr. 87002030  | Sippican Harbor 41° 40′ 7″ N, 70° 43′ 4″ W                                               | Marion           |                                                 |
| 6     | Boston Harbor Islands Archeological District                | Boston Harbor Islands Archeological District                | 21. Dez. 1985 ID-Nr. 85003323  | Verschiedene Orte im und um den Boston Harbor 42° 19′ 7″ N, 70° 56′ 44,9″ W              | Hingham, Hull    |                                                 |
| 7     | Bradford House                                              | Bradford House                                              | 15. März 2006 ID-Nr. 06000128  | 50 Landing Rd. 41° 59′ 17″ N, 70° 43′ 27″ W                                              | Kingston         |                                                 |
| 8     | Captain Daniel Bradford House                               | Captain Daniel Bradford House                               | 20. Feb. 1986 ID-Nr. 86000301  | 251 Harrison St. 42° 2′ 21″ N, 70° 41′ 8″ W                                              | Duxbury          |                                                 |
| 9     | Capt. Gamaliel Bradford House                               | Capt. Gamaliel Bradford House                               | 17. Feb. 1978 ID-Nr. 78001402  | 942 Tremont St. 42° 2′ 18″ N, 70° 41′ 22″ W                                              | Duxbury          |                                                 |
| 10    | Capt. Gershom Bradford House                                | Capt. Gershom Bradford House                                | 8. Feb. 1978 ID-Nr. 78001403   | 931 Tremont St. 42° 2′ 16″ N, 70° 41′ 21″ W                                              | Duxbury          |                                                 |
| 11    | Bradford-Union Street Historic District                     | Bradford-Union Street Historic District                     | 10. Nov. 1983 ID-Nr. 83004094  | Bradford, Union, Emerald, Water Cure und Freedom Sts. 41° 57′ 19″ N, 70° 39′ 38″ W       | Plymouth         |                                                 |
| 12    | Bridgewater Iron Works                                      | Bridgewater Iron Works                                      | 28. Feb. 2002 ID-Nr. 01000087  | High Street 42° 0′ 11″ N, 70° 58′ 54,3″ W                                                | Bridgewater      |                                                 |
| 13    | Brockton City Hall                                          | Brockton City Hall                                          | 26. März 1976 ID-Nr. 76000296  | 45 School St. 42° 4′ 56″ N, 71° 1′ 7″ W                                                  | Brockton         |                                                 |
| 14    | Brockton Edison Electric Illuminating Company Power Station | Brockton Edison Electric Illuminating Company Power Station | 17. Sep. 1987 ID-Nr. 87000874  | 70 School St. 42° 5′ 0″ N, 70° 59′ 46″ W                                                 | Brockton         |                                                 |
| 15    | Brockton VA Hospital Historic District                      | Brockton VA Hospital Historic District                      | 12. Aug. 2022 ID-Nr. 100008004 | 42° 3′ 49″ N, 71° 3′ 16″ W                                                               | Brockton         |                                                 |
| 16    | Bryant-Cushing House                                        | Bryant-Cushing House                                        | 26. März 1976 ID-Nr. 76001613  | 768 Main St. 42° 9′ 35″ N, 70° 47′ 14″ W                                                 | Norwell          |                                                 |
| 17    | Camp Kiwanee Historic District                              | Camp Kiwanee Historic District                              | 24. Feb. 2005 ID-Nr. 05000081  | 1 Camp Kiwanee Rd. 42° 3′ 34″ N, 70° 50′ 50″ W                                           | Hanson           |                                                 |
| 18    | Cardinal Cushing Center Historic District                   |                                                             | 10. Aug. 2018 ID-Nr. 100002782 | 369 Washington St. 42° 6′ 58,1″ N, 70° 49′ 18,7″ W                                       | Hanover          |                                                 |
| 19    | Central Fire Station                                        | Central Fire Station                                        | 25. Juli 1977 ID-Nr. 77000193  | 40 Pleasant St. 42° 5′ 6″ N, 71° 1′ 17″ W                                                | Brockton         |                                                 |
| 20    | Centre and Montello Streets Historic District               |                                                             | 15. Juni 2015 ID-Nr. 15000352  | 43-51, 53-61, 63-77, 91-93 Centre & 95, 124-126 Montello Sts. 42° 5′ 2,4″ N, 71° 1′ 3″ W | Brockton         |                                                 |
| 21    | Thomas Chubbuck, Jr. House                                  | Thomas Chubbuck, Jr. House                                  | 7. Aug. 1992 ID-Nr. 92000954   | 1191 Main St. 42° 10′ 37″ N, 70° 53′ 9″ W                                                | Hingham          |                                                 |
| 22    | Clifford-Warren House                                       | Clifford-Warren House                                       | 8. Apr. 1980 ID-Nr. 80000666   | 3 Clifford Rd. 41° 56′ 20″ N, 70° 37′ 4″ W                                               | Plymouth         |                                                 |
| 23    | Cole’s Hill                                                 | Cole’s Hill                                                 | 15. Okt. 1966 ID-Nr. 66000142  | Carver St. 41° 57′ 27″ N, 70° 39′ 46″ W                                                  | Plymouth         |                                                 |
| 24    | Commonwealth Shoe and Leather Co.                           | Commonwealth Shoe and Leather Co.                           | 13. Mai 2014 ID-Nr. 14000271   | 7 Marble Street 42° 4′ 50,2″ N, 70° 55′ 56,9″ W                                          | Whitman          |                                                 |
| 25    | Conant’s Hill Site                                          | Conant’s Hill Site                                          | 25. Nov. 1983 ID-Nr. 09000091  | 41° 45′ 50,7″ N, 70° 43′ 51,3″ W                                                         | Wareham          |                                                 |
| 26    | Cove Street Historic District                               |                                                             | 28. Mai 2019 ID-Nr. 100003964  | 22-66 Cove St. & 56 Old Cove Rd. 42° 2′ 55,7″ N, 70° 40′ 17,2″ W                         | Duxbury          |                                                 |
| 27    | Curtis Building                                             | Curtis Building                                             | 15. Apr. 1982 ID-Nr. 82004424  | 105-109 Main St. 42° 4′ 59″ N, 71° 1′ 15″ W                                              | Brockton         |                                                 |
| 28    | Cushing Homestead                                           | Cushing Homestead                                           | 4. Juni 1973 ID-Nr. 73000326   | 210 East Street 42° 14′ 25″ N, 70° 51′ 45″ W                                             | Hingham          |                                                 |
| 29    | Dr. Edgar Everett Dean House                                | Dr. Edgar Everett Dean House                                | 5. Mai 1978 ID-Nr. 78000471    | 81 Green St. 42° 5′ 5″ N, 71° 1′ 22″ W                                                   | Brockton         |                                                 |
| 30    | District 7 School House                                     | District 7 School House                                     | 11. Aug. 2005 ID-Nr. 05000876  | 565 Main St. 42° 2′ 25,1″ N, 70° 51′ 46,1″ W                                             | Hanson           |                                                 |
| 31    | Duxbury Pier Light                                          | Duxbury Pier Light                                          | 4. Juni 2014 ID-Nr. 14000287   | Duxbury Bay 41° 59′ 14,7″ N, 70° 38′ 54,8″ W                                             | Plymouth         |                                                 |
| 32    | East Bridgewater Common Historic District                   | East Bridgewater Common Historic District                   | 12. Mai 1999 ID-Nr. 99000559   | 42° 1′ 47″ N, 70° 57′ 9″ W                                                               | East Bridgewater |                                                 |
| 33    | East Rochester Church and Cemetery Historic District        | East Rochester Church and Cemetery Historic District        | 9. Jan. 2008 ID-Nr. 07001361   | 355 County Rd. 41° 47′ 5″ N, 70° 46′ 39″ W                                               | Rochester        |                                                 |
| 34    | Emerson Shoe Company                                        |                                                             | 1. Juni 2018 ID-Nr. 100002542  | 51 Maple St. 42° 7′ 30″ N, 70° 55′ 24,2″ W                                               | Rockland         |                                                 |
| 35    | D.W. Field Park                                             | D.W. Field Park                                             | 24. Nov. 2000 ID-Nr. 00001341  | 42° 6′ 17″ N, 71° 2′ 47″ W                                                               | Brockton         | Erstreckt sich bis nach Avon                    |
| 36    | First Baptist Church of Scituate                            | First Baptist Church of Scituate                            | 27. Juli 2015 ID-Nr. 15000469  | 656 & 660 Country Way 42° 12′ 58″ N, 70° 46′ 36,8″ W                                     | Scituate         |                                                 |
| 37    | First Parish Church                                         |                                                             | 21. Juli 1978 ID-Nr. 78001404  | 42° 2′ 6″ N, 70° 41′ 33″ W                                                               | Duxbury          |                                                 |
| 38    | First Parish Church of Plymouth                             | First Parish Church of Plymouth                             | 2. Dez. 2014 ID-Nr. 14000973   | 19 Town Sq. 41° 57′ 19,8″ N, 70° 39′ 53,6″ W                                             | Plymouth         |                                                 |
| 39    | First Trinitarian Congregational Church                     | First Trinitarian Congregational Church                     | 12. Sep. 2002 ID-Nr. 02001037  | 381 Country Way 42° 12′ 0″ N, 70° 45′ 37″ W                                              | Scituate         |                                                 |
| 40    | Forest Avenue School                                        | Forest Avenue School                                        | 15. Juli 1982 ID-Nr. 82004425  | Memorial Drive 42° 4′ 11″ N, 71° 2′ 27″ W                                                | Brockton         |                                                 |
| 41    | Franklin Block                                              | Franklin Block                                              | 21. Feb. 1989 ID-Nr. 89000042  | 1102-1110 Main St. 42° 3′ 49″ N, 71° 0′ 57″ W                                            | Brockton         |                                                 |
| 42    | Goldthwaite Block                                           | Goldthwaite Block                                           | 15. Apr. 1982 ID-Nr. 82004427  | 99-103 Main St. 42° 4′ 59,8″ N, 71° 1′ 11,9″ W                                           | Brockton         |                                                 |
| 43    | Grand Army of the Republic Hall                             | Grand Army of the Republic Hall                             | 16. Mai 1997 ID-Nr. 97000438   | 34 School St. 42° 7′ 36″ N, 70° 54′ 52″ W                                                | Rockland         |                                                 |
| 44    | Hanover Center Historic District                            | Hanover Center Historic District                            | 9. Mai 1996 ID-Nr. 96000476    | 42° 7′ 6″ N, 70° 50′ 40″ W                                                               | Hanover          |                                                 |
| 45    | Harlow Old Fort House                                       |                                                             | 27. Dez. 1974 ID-Nr. 74001762  | 119 Sandwich St. 41° 57′ 7″ N, 70° 39′ 26″ W                                             | Plymouth         |                                                 |
| 46    | Sgt. William Harlow Family Homestead                        | Sgt. William Harlow Family Homestead                        | 15. Apr. 1982 ID-Nr. 82004434  | 8 Winter St. 41° 57′ 6″ N, 70° 39′ 15″ W                                                 | Plymouth         |                                                 |
| 47    | Hatch Homestead and Mill Historic District                  | Hatch Homestead and Mill Historic District                  | 11. Sep. 2009 ID-Nr. 09000698  | 385 Union St. 42° 7′ 21,4″ N, 70° 46′ 12″ W                                              | Marshfield       |                                                 |
| 48    | Hillside                                                    | Hillside                                                    | 18. Sep. 1975 ID-Nr. 75001626  | 230 Summer St. 41° 56′ 54″ N, 70° 40′ 48″ W                                              | Plymouth         |                                                 |
| 49    | Howard Block                                                | Howard Block                                                | 15. Apr. 1982 ID-Nr. 82004969  | 93-97 Main St. 42° 5′ 0,7″ N, 71° 1′ 11,4″ W                                             | Brockton         |                                                 |
| 50    | Howard Home for Aged Men                                    |                                                             | 20. Dez. 2016 ID-Nr. 16000871  | 940 Belmont St. 42° 3′ 56″ N, 71° 3′ 11″ W                                               | Brockton         |                                                 |
| 51    | Jabez Howland House                                         | Jabez Howland House                                         | 9. Okt. 1974 ID-Nr. 74002032   | 33 Sandwich St. 41° 57′ 16″ N, 70° 39′ 47″ W                                             | Plymouth         |                                                 |
| 52    | Hull Shore Drive, Nantasket Avenue                          | Hull Shore Drive, Nantasket Avenue                          | 21. Jan. 2004 ID-Nr. 03001470  | Hull Shore Dr., Nantasket Ave. 42° 16′ 20″ N, 70° 51′ 39″ W                              | Hull             |                                                 |
| 53    | Island Grove Park National Register District                | Island Grove Park National Register District                | 6. März 2002 ID-Nr. 02000127   | Park Ave. 42° 6′ 46″ N, 70° 51′ 40″ W                                                    | Abington         |                                                 |
| 54    | Capt. Benjamin James House                                  | Capt. Benjamin James House                                  | 29. Nov. 1983 ID-Nr. 83004095  | 301 Driftway 42° 10′ 37″ N, 70° 44′ 35″ W                                                | Scituate         |                                                 |
| 55    | King Caesar House                                           | King Caesar House                                           | 29. März 1978 ID-Nr. 78000477  | King Caesar Rd. 42° 2′ 43″ N, 70° 39′ 52″ W                                              | Duxbury          |                                                 |
| 56    | Gardner J. Kingman House                                    | Gardner J. Kingman House                                    | 25. Juli 1977 ID-Nr. 77000196  | 309 Main St. 42° 4′ 45″ N, 71° 1′ 15″ W                                                  | Brockton         |                                                 |
| 57    | Kingston Center Historic District                           | Kingston Center Historic District                           | 4. Okt. 2002 ID-Nr. 02001085   | Main und Green Sts 41° 59′ 42″ N, 70° 44′ 0″ W                                           | Kingston         |                                                 |
| 58    | Lawson Tower                                                | Lawson Tower                                                | 28. Sep. 1976 ID-Nr. 76001963  | Off First Parish Rd. 42° 12′ 1″ N, 70° 45′ 21″ W                                         | Scituate         |                                                 |
| 59    | Lincoln Historic District                                   | Lincoln Historic District                                   | 7. Jan. 1991 ID-Nr. 90001728   | 42° 14′ 23″ N, 70° 53′ 27″ W                                                             | Hingham          |                                                 |
| 60    | Gen. Benjamin Lincoln House                                 | weitere Bilder                                              | 28. Nov. 1972 ID-Nr. 72001303  | 181 North St. 42° 14′ 35″ N, 70° 53′ 35″ W                                               | Hingham          |                                                 |
| 61    | Lower Union Street Historic District                        | Lower Union Street Historic District                        | 7. Apr. 1989 ID-Nr. 89000219   | 42° 7′ 38″ N, 70° 54′ 57″ W                                                              | Rockland         |                                                 |
| 62    | Lyman Block                                                 | Lyman Block                                                 | 15. Apr. 1982 ID-Nr. 82004430  | 83-91 Main St. 42° 5′ 1″ N, 71° 1′ 15″ W                                                 | Brockton         |                                                 |
| 63    | Marshfield Hills Historic District                          | Marshfield Hills Historic District                          | 18. Dez. 2009 ID-Nr. 09001096  | 42° 8′ 45,4″ N, 70° 44′ 23,2″ W                                                          | Marshfield       |                                                 |
| 64    | William H. McElwain School                                  | William H. McElwain School                                  | 14. Jan. 2013 ID-Nr. 12001170  | 250 Main St. 41° 59′ 43,6″ N, 70° 58′ 53,3″ W                                            | Bridgewater      |                                                 |
| 65    | Men of Kent Cemetery                                        | Men of Kent Cemetery                                        | 25. Juni 2013 ID-Nr. 13000442  | Meeting House Lane 42° 11′ 12″ N, 70° 43′ 44,2″ W                                        | Scituate         |                                                 |
| 66    | Middleborough Center Historic District                      | Middleborough Center Historic District                      | 15. Juni 2000 ID-Nr. 00000685  | 41° 53′ 31,9″ N, 70° 54′ 42,8″ W                                                         | Middleborough    |                                                 |
| 67    | Middleborough Waterworks                                    | Middleborough Waterworks                                    | 2. März 1990 ID-Nr. 90000129   | E. Grove St. 41° 53′ 11″ N, 70° 53′ 46″ W                                                | Middleborough    |                                                 |
| 68    | Minot’s Ledge Light                                         | Minot’s Ledge Light                                         | 15. Juni 1987 ID-Nr. 87001489  | Minot’s Ledge 42° 16′ 4″ N, 70° 45′ 38″ W                                                | Scituate         |                                                 |
| 69    | Muttock Historic and Archeological District                 | Muttock Historic and Archeological District                 | 18. Mai 2000 ID-Nr. 00000504   | Oliver Mills Park 41° 54′ 26,4″ N, 70° 54′ 50,3″ W                                       | Middleborough    |                                                 |
| 70    | Myles Standish Burial Ground                                | Myles Standish Burial Ground                                | 26. Mai 2015 ID-Nr. 15000261   | Chestnut St. 42° 1′ 30,4″ N, 70° 41′ 14,6″ W                                             | Duxbury          |                                                 |
| 71    | Myles Standish Park and Myles Standish House Site           | Myles Standish Park and Myles Standish House Site           | 4. Feb. 2021 ID-Nr. 100006091  | Mayflower Dr. 42° 0′ 27″ N, 70° 40′ 28″ W                                                | Duxbury          |                                                 |
| 72    | National Monument to the Forefathers                        | National Monument to the Forefathers                        | 30. Aug. 1974 ID-Nr. 74002033  | Allerton St. 41° 57′ 36″ N, 70° 40′ 36″ W                                                | Plymouth         |                                                 |
| 73    | Ned Point Light                                             | weitere Bilder                                              | 15. Juni 1987 ID-Nr. 87001488  | Ned Point Rd. 41° 38′ 53″ N, 70° 46′ 16″ W                                               | Mattapoisett     |                                                 |
| 74    | New England Telephone and Telegraph Engineering Office      |                                                             | 3. Dez. 2019 ID-Nr. 100004052  | 47 Pleasant St. 42° 5′ 9,7″ N, 71° 1′ 23,8″ W                                            | Brockton         |                                                 |
| 75    | North Abington Depot                                        | North Abington Depot                                        | 13. Mai 1976 ID-Nr. 76001612   | Railroad St. 42° 7′ 45″ N, 70° 56′ 32″ W                                                 | Abington         |                                                 |
| 76    | North Downtown Historic District                            |                                                             | 19. Aug. 2024 ID-Nr. 100010689 | 42° 5′ 15,3″ N, 71° 1′ 6″ W                                                              | Brockton         |                                                 |
| 77    | North Rochester Congregational Church                       | North Rochester Congregational Church                       | 21. März 2008 ID-Nr. 07001400  | 289 North Ave. 41° 46′ 57″ N, 70° 53′ 39″ W                                              | Rochester        |                                                 |
| 78    | Norwell Village Area Historic District                      | Norwell Village Area Historic District                      | 2. Juni 1982 ID-Nr. 82004432   | MA 123 42° 9′ 41″ N, 70° 47′ 28″ W                                                       | Norwell          |                                                 |
| 79    | Old Burial Hill                                             |                                                             | 7. Aug. 2013 ID-Nr. 13000582   | Church, School & S. Russell Sts. 41° 57′ 21,6″ N, 70° 39′ 57,6″ W                        | Plymouth         |                                                 |
| 80    | Old County Courthouse                                       | Old County Courthouse                                       | 23. Feb. 1972 ID-Nr. 72001297  | Leyden und Market Sts. 41° 57′ 20″ N, 70° 39′ 53″ W                                      | Plymouth         |                                                 |
| 81    | Old Post Office Building                                    | Old Post Office Building                                    | 8. März 1978 ID-Nr. 78000474   | Crescent St. 42° 4′ 51″ N, 71° 1′ 10″ W                                                  | Brockton         |                                                 |
| 82    | Old Ship Meetinghouse                                       | Old Ship Meetinghouse                                       | 15. Okt. 1966 ID-Nr. 66000777  | Main St. 42° 14′ 28″ N, 70° 53′ 16″ W                                                    | Hingham          |                                                 |
| 83    | Old Shipbuilder’s Historic District                         | Old Shipbuilder’s Historic District                         | 21. Aug. 1986 ID-Nr. 86001899  | 42° 2′ 17″ N, 70° 40′ 31″ W                                                              | Duxbury          |                                                 |
| 84    | Old Townhall Historic District                              | Old Townhall Historic District                              | 11. Feb. 2021 ID-Nr. 100006129 | 774, 842, 862 und 878 Tremont St. 42° 2′ 8″ N, 70° 41′ 30″ W                             | Duxbury          |                                                 |
| 85    | Moses Packard House                                         | Moses Packard House                                         | 17. Feb. 1978 ID-Nr. 78000475  | 647 Main St. 42° 4′ 20″ N, 71° 1′ 11″ W                                                  | Brockton         |                                                 |
| 86    | Paragon Park Carousel                                       | Paragon Park Carousel                                       | 14. Sep. 1999 ID-Nr. 99001081  | 1 Wharf Ave. 42° 16′ 12″ N, 70° 51′ 26″ W                                                | Hull             |                                                 |
| 87    | Parting Ways Archeological District                         | Parting Ways Archeological District                         | 19. März 1979 ID-Nr. 79000367  | 41° 56′ 44″ N, 70° 43′ 59,6″ W                                                           | Plymouth         |                                                 |
| 88    | Pembroke Friends Meetinghouse                               | Pembroke Friends Meetinghouse                               | 6. Sep. 2006 ID-Nr. 06000786   | Washington St. und Schoosett St. 42° 6′ 17″ N, 70° 48′ 18″ W                             | Pembroke         |                                                 |
| 89    | Phoenix Building                                            | Phoenix Building                                            | 7. Apr. 1989 ID-Nr. 89000220   | 315-321 Union St. 42° 8′ 16″ N, 70° 54′ 59″ W                                            | Rockland         |                                                 |
| 90    | Peter Pierce Store                                          | Peter Pierce Store                                          | 30. Apr. 1976 ID-Nr. 76001611  | N. Main und Jackson Sts. 41° 53′ 35″ N, 70° 54′ 28″ W                                    | Middleborough    | Heute Sitz der Polizeistation.                  |
| 91    | Pilgrim Hall                                                | Pilgrim Hall                                                | 11. Apr. 1972 ID-Nr. 72001298  | 75 Court St. 41° 57′ 33″ N, 70° 40′ 8″ W                                                 | Plymouth         |                                                 |
| 92    | Pillsbury Summer House                                      | Pillsbury Summer House                                      | 27. Nov. 2004 ID-Nr. 04001257  | 45 Old Cove Rd. 42° 3′ 4″ N, 70° 40′ 15″ W                                               | Duxbury          |                                                 |
| 93    | Pinewoods Camp                                              | Pinewoods Camp                                              | 16. Dez. 2009 ID-Nr. 09001151  | 80 Cornish Field Rd. 41° 51′ 16,9″ N, 70° 36′ 15,8″ W                                    | Plymouth         |                                                 |
| 94    | Plymouth Antiquarian House                                  | Plymouth Antiquarian House                                  | 27. Dez. 1974 ID-Nr. 74002034  | 126 Water St. 41° 57′ 37″ N, 70° 40′ 4″ W                                                | Plymouth         |                                                 |
| 95    | Plymouth Light Station                                      | Plymouth Light Station                                      | 8. März 1977 ID-Nr. 77000655   | Am Gurnet Point 42° 0′ 12″ N, 70° 36′ 4″ W                                               | Plymouth         |                                                 |
| 96    | Plymouth Post Office Building                               | Plymouth Post Office Building                               | 23. Okt. 1986 ID-Nr. 86002926  | 5 Main St. 41° 57′ 21″ N, 70° 39′ 50″ W                                                  | Plymouth         |                                                 |
| 97    | Plymouth Rock                                               | Plymouth Rock                                               | 1. Juli 1970 ID-Nr. 70000680   | Water St. 41° 57′ 29″ N, 70° 39′ 45″ W                                                   | Plymouth         |                                                 |
| 98    | Plymouth Village Historic District                          | Plymouth Village Historic District                          | 2. Juni 1982 ID-Nr. 82004435   | 41° 57′ 26″ N, 70° 39′ 49″ W                                                             | Plymouth         |                                                 |
| 99    | Plympton Village Historic District                          | Plympton Village Historic District                          | 7. März 2007 ID-Nr. 07000120   | Main St., Elm St., Parsonage Rd., Mayflower Rd. 41° 57′ 10,8″ N, 70° 48′ 51″ W           | Plympton         |                                                 |
| 100   | Point Allerton Lifesaving Station                           | Point Allerton Lifesaving Station                           | 11. Juni 1981 ID-Nr. 81000110  | Nantasket Ave. 42° 18′ 20″ N, 70° 54′ 1″ W                                               | Hull             |                                                 |
| 101   | H. R. Reed House                                            |                                                             | 2. Dez. 2019 ID-Nr. 100004738  | 46 Water St. 41° 41′ 57,4″ N, 70° 45′ 29,6″ W                                            | Marion           |                                                 |
| 102   | Rockland Almshouse                                          | Rockland Almshouse                                          | 28. Apr. 1983 ID-Nr. 83000600  | 198 Spring St. 42° 6′ 52″ N, 70° 54′ 45″ W                                               | Rockland         | Heute Sitz der North River Collaborative.       |
| 103   | Rockland High School                                        | Rockland High School                                        | 23. März 1989 ID-Nr. 89000217  | 394 Union St. 42° 8′ 56″ N, 70° 55′ 5″ W                                                 | Rockland         |                                                 |
| 104   | Rockland Memorial Library                                   | Rockland Memorial Library                                   | 23. März 1989 ID-Nr. 89000221  | 382 Union St. 42° 8′ 20″ N, 70° 55′ 4″ W                                                 | Rockland         |                                                 |
| 105   | Rockland Trust Company                                      | Rockland Trust Company                                      | 7. Apr. 1989 ID-Nr. 89000218   | 288 Union St. 42° 8′ 10″ N, 70° 54′ 59″ W                                                | Rockland         |                                                 |
| 106   | Sampson-White Joiner Shop                                   |                                                             | 11. Dez. 2023 ID-Nr. 100009826 | 267 Winter St. 42° 1′ 16,2″ N, 70° 44′ 40,4″ W                                           | Duxbury          |                                                 |
| 107   | Sachem Rock Farm                                            | Sachem Rock Farm                                            | 11. Dez. 2006 ID-Nr. 06001129  | 355 Plymouth St. 42° 1′ 6″ N, 70° 57′ 6″ W                                               | East Bridgewater |                                                 |
| 108   | Scituate Light                                              | weitere Bilder                                              | 15. Juni 1987 ID-Nr. 87001490  | Cedar Pt. 42° 12′ 7″ N, 70° 42′ 55″ W                                                    | Scituate         |                                                 |
| 109   | William Sever House                                         |                                                             | 7. März 2019 ID-Nr. 100003469  | 2 Linden St. 41° 59′ 33,5″ N, 70° 43′ 39,6″ W                                            | Kingston         |                                                 |
| 110   | Snow Fountain and Clock                                     | Snow Fountain and Clock                                     | 25. Juli 1977 ID-Nr. 77000197  | N. Main und E. Main Sts. 42° 5′ 45″ N, 71° 1′ 11″ W                                      | Brockton         |                                                 |
| 111   | South Hingham Historic District                             | South Hingham Historic District                             | 24. Juli 1998 ID-Nr. 98000838  | 42° 12′ 40″ N, 70° 53′ 6″ W                                                              | Hingham          |                                                 |
| 112   | South Middleborough Historic District                       | South Middleborough Historic District                       | 19. Juni 2009 ID-Nr. 09000438  | Locust, Spruce und Wareham Sts. 41° 49′ 26,8″ N, 70° 49′ 38,1″ W                         | Middleborough    |                                                 |
| 113   | South Street Historic District                              | South Street Historic District                              | 6. Okt. 1983 ID-Nr. 83004096   | 42° 3′ 47″ N, 71° 1′ 11″ W                                                               | Brockton         |                                                 |
| 114   | Richard Sparrow House                                       |                                                             | 9. Okt. 1974 ID-Nr. 74002035   | 42 Summer St. 41° 57′ 15″ N, 70° 39′ 54″ W                                               | Plymouth         |                                                 |
| 115   | Alexander Standish House                                    | Alexander Standish House                                    | 12. Juli 1978 ID-Nr. 78001407  | 341 Standish St. 42° 0′ 30″ N, 70° 40′ 45″ W                                             | Duxbury          |                                                 |
| 116   | Stetson House                                               | Stetson House                                               | 7. Sep. 1979 ID-Nr. 79000366   | Hanover St. 42° 6′ 58″ N, 70° 50′ 39″ W                                                  | Hanover          |                                                 |
| 117   | Stetson-Ford House                                          | Stetson-Ford House                                          | 9. März 1998 ID-Nr. 98000120   | 2 Meadow Farms Way 42° 7′ 18″ N, 70° 47′ 5″ W                                            | Norwell          |                                                 |
| 118   | The Tack Factory                                            |                                                             | 3. Dez. 1980 ID-Nr. 80000472   | Southwest of Norwell at 49 Tiffany Rd. 42° 7′ 21″ N, 70° 48′ 33″ W                       | Norwell          | 1983 durch ein Feuer zerstört.                  |
| 119   | Tarkiln School                                              | Tarkiln School                                              | 26. Aug. 2009 ID-Nr. 09000647  | 245 Summer Street 42° 2′ 9″ N, 70° 44′ 27″ W                                             | Duxbury          | Im NRHP unzutreffend als „Tarklin“ eingetragen. |
| 120   | Telegraph Hill                                              | Telegraph Hill                                              | 12. Juli 1976 ID-Nr. 76000953  | Farina Road 42° 18′ 15,5″ N, 70° 54′ 15,8″ W                                             | Hull             |                                                 |
| 121   | Third Meetinghouse                                          | Third Meetinghouse                                          | 2. Jan. 1976 ID-Nr. 76000956   | 1 Fairhaven Rd. 41° 39′ 43″ N, 70° 49′ 13″ W                                             | Mattapoisett     |                                                 |
| 122   | Thomas-Webster Estate                                       | Thomas-Webster Estate                                       | 5. Apr. 1993 ID-Nr. 93000206   | 238 Webster St. 42° 4′ 46″ N, 70° 40′ 46″ W                                              | Marshfield       |                                                 |
| 123   | Tom Thumb House                                             | Tom Thumb House                                             | 16. Apr. 1993 ID-Nr. 93000298  | 351 Plymouth St. 41° 55′ 16″ N, 70° 55′ 8″ W                                             | Middleborough    |                                                 |
| 124   | Tobey Homestead                                             | Tobey Homestead                                             | 5. Juni 1986 ID-Nr. 86001219   | Main St. und Sandwich Rd. 41° 45′ 24″ N, 70° 42′ 51″ W                                   | Wareham          |                                                 |
| 125   | Town Brook Historic and Archeological District              |                                                             | 12. Okt. 1995 ID-Nr. 95001176  | 41° 57′ 1″ N, 70° 40′ 8″ W                                                               | Plymouth         |                                                 |
| 126   | Town Hall                                                   | Town Hall                                                   | 22. Okt. 1976 ID-Nr. 76000955  | Bedford St. 41° 50′ 45″ N, 70° 57′ 2″ W                                                  | Lakeville        |                                                 |
| 127   | Tremont Nail Factory District                               | Tremont Nail Factory District                               | 22. Okt. 1976 ID-Nr. 76001964  | 21 Elm St. 41° 45′ 59″ N, 70° 43′ 20″ W                                                  | Wareham          |                                                 |
| 128   | US Post Office-Middleborough Main                           | US Post Office-Middleborough Main                           | 19. Okt. 1987 ID-Nr. 87001774  | 90 Center St. 41° 53′ 33″ N, 70° 54′ 40″ W                                               | Middleborough    |                                                 |
| 129   | WPA Field House and Pump Station                            | WPA Field House and Pump Station                            | 29. Mai 2009 ID-Nr. 09000355   | 7-19 Henry Turner Bailey Rd. 42° 13′ 6″ N, 70° 47′ 15,8″ W                               | Scituate         |                                                 |
| 130   | Wampanoag Royal Cemetery                                    | Wampanoag Royal Cemetery                                    | 11. Nov. 1975 ID-Nr. 75001625  | Bedford Street 41° 47′ 43,4″ N, 70° 54′ 44,6″ W                                          | Lakeville        |                                                 |
| 131   | Wampanucket Site                                            | Wampanucket Site                                            | 4. Juni 1973 ID-Nr. 73001596   |                                                                                          | Middleborough    |                                                 |
| 132   | War Memorial Park                                           | War Memorial Park                                           | 21. Mai 2008 ID-Nr. 08000445   | River St. 42° 9′ 46,4″ N, 71° 0′ 30,9″ W                                                 | West Bridgewater |                                                 |
| 133   | C.P. Washburn Grain Mill                                    |                                                             | 8. Apr. 1980 ID-Nr. 80000667   | Central und Cambridge Sts. 41° 53′ 37″ N, 70° 55′ 10″ W                                  | Middleborough    | Nicht mehr existent.                            |
| 134   | Daniel Webster Law Office and Library                       | Daniel Webster Law Office and Library                       | 30. Mai 1974 ID-Nr. 74002053   | Careswell und Webster Sts. 42° 4′ 18″ N, 70° 40′ 26″ W                                   | Marshfield       |                                                 |
| 135   | Whitman Park                                                | Whitman Park                                                | 18. März 2004 ID-Nr. 04000187  | Park, Maple, Whitman und Hayden Aves. 42° 4′ 59″ N, 70° 55′ 6″ W                         | Whitman          |                                                 |
| 136   | Winslow Cemetery                                            |                                                             | 2. Jan. 2018 ID-Nr. 100001219  | Winslow Cemetery Rd. 42° 5′ 9,4″ N, 70° 40′ 59,4″ W                                      | Marshfield       | Dort ist u. a. Daniel Webster begraben.         |
| 137   | Isaac Winslow House                                         | Isaac Winslow House                                         | 15. Aug. 2000 ID-Nr. 00000872  | 634 Careswell St. 42° 4′ 17,8″ N, 70° 40′ 22,8″ W                                        | Marshfield       |                                                 |
| 138   | WITCH                                                       | WITCH                                                       | 18. Juni 2008 ID-Nr. 08000533  | 35 Lydia Island Rd. 41° 44′ 3,9″ N, 70° 39′ 44,9″ W                                      | Wareham          |                                                 |
| 139   | Woodworth House                                             |                                                             | 9. Apr. 1996 ID-Nr. 96000317   | 47 Old Oaken Bucket Rd. 42° 10′ 39″ N, 70° 45′ 23″ W                                     | Scituate         |                                                 |
| 140   | Wright Memorial Library                                     | Wright Memorial Library                                     | 11. Juli 2007 ID-Nr. 07000680  | 147 St. George St. 42° 2′ 55″ N, 70° 40′ 48″ W                                           | Duxbury          |                                                 |